# Chipana (LM-31)
La Chipana (LM-31), es una lancha lanzamisiles de la clase Sa'ar 4, construida en los astilleros del puerto de Haifa para la Armada de Israel en 1973, con el nombre de INS Keshet (Arco).

## Historia
En octubre del mismo año participó en la guerra de Yom Kipur, en donde por primera vez en la historia naval se desarrollaron combates entre unidades equipadas con misiles. La INS Keshet participó en los combates de Baltim y Damieta (Egipto), además de otras operaciones bélicas. 
Durante el año 1974, la INS Keshet, junto a la INS Reshef, actual Angamos, formó parte de un Grupo de Tarea que cruzó el Mar Mediterráneo y circunnavegó el continente africano para operar en el Mar Rojo y Golfo de Eilat. Desde entonces formó parte importante de las Fuerzas Navales de Israel. 
El 30 de diciembre de 1980, en la base de Sharem el Sheik, Eilat, la INS Keshet izó el Pabellón 
Nacional de Chile, y fue rebautizada como Chipana (LM-31). 
En enero de 1981, la Chipana zarpó con rumbo a Chile, donde recaló los primeros días del mes de 
febrero. 
Recibió su Pabellón de Combate en una ceremonia realizada en el puerto de Punta Arenas, el 5 de noviembre de 1982, donado por el Centro de Ex Cadetes y Oficiales de la Armada Caleuche, Capitanía de Magallanes. 
En la actualidad, la LM-31 “Chipana” tiene como puerto base Iquique y forma parte de los medios de superficie dependiente de la Cuarta Zona Naval.
- Datos: Q5766653